# Fakai
Fakai è una delle aree a governo locale (local government areas) in cui è suddiviso lo Stato di Kebbi, nella Repubblica Federale della Nigeria. Estesa su una superficie di 2.247 km² conta una popolazione di 121.212 abitanti.